# Hypocolpus rugosus
Hypocolpus rugosus is een krabbensoort uit de familie van de Xanthidae. De wetenschappelijke naam van de soort is voor het eerst geldig gepubliceerd in 1893 door Henderson.